# Einfach göttlich
Einfach göttlich (Originaltitel: Small Gods) ist ein Roman von Terry Pratchett aus dem Jahr 1992. Er ist der dreizehnte Scheibenwelt-Roman. Es handelt sich um die Geschichte des Gottes Om und seine Beziehung zum Reformer und Propheten Brutha. Einfach göttlich arbeitet sich an Themen wie Religion, dem antiken Griechenland, der Bibliothek von Alexandria, Freiheit und Sklaverei, religiösem Fanatismus und Philosophie ab.

## Inhalt
In diesem Roman dreht sich alles um Om, einen Gott, der als Schildkröte auf Erden wandelt und sich nicht mehr in seine wahre göttliche Gestalt transformieren kann. Schnell wird klar, dass es Om an wahren Gläubigen fehlt. Götter werden von Menschen gemacht bzw. vom Glauben erschaffen. Je mehr Gläubige es gibt, umso mächtiger ist der Gott. In Omnien herrscht eine tyrannische Kirche. Zahllose Leute bekennen sich zu Om, aber wahrhafter Glaube findet sich nur noch bei einem Menschen, dem Novizen Brutha. In dessen Hände fällt die Schildkröte und mit diesem nicht eben hellen Burschen muss Om sein Revival in Szene setzen. Eine schwierige Aufgabe, vor allem weil Brutha zwar innig an Om glaubt, aber keinesfalls daran, dass sich sein Gott in Gestalt einer mickrigen Schildkröte offenbare.
Bruthas besondere Begabung, ein eidetisches Gedächtnis, bringt ihn in das Gefolge des Exquisitors Vorbis, der grauen Eminenz in der omnianischen Kirchenhierarchie. Die Quisition und ihre Exquisitoren sind die omnianische Variante der katholischen Inquisition und ihrer Inquisitoren und unterscheiden sich in nichts von diesen.
Vorbis, ein eiskalter Glaubensfanatiker, plant schon lange einen Überfall auf den benachbarten Stadtstaat Ephebe. Im demokratischen und philosophischen Zentrum der Scheibenwelt sieht Vorbis die Wurzel allen Unglaubens, die es zu vernichten gilt. Der ephebische Regierungssitz ist allerdings durch ein fallenreiches, extrem kompliziertes Labyrinthsystem geschützt und eigentlich uneinnehmbar. Mit Bruthas Hilfe neutralisiert Vorbis das Labyrinth, erobert die Stadt und setzt die Bibliothek in Brand. Hauptziel dieser Aktion ist es Didaktylos, den Verfasser des ketzerischen Werkes De Chelonian Mobile (Die Schildkröte bewegt sich), habhaft zu werden. Das misslingt, und während der Verfolgung des Missetäters erleidet Vorbis einen schweren Unfall.
Begleitet von Om in Schildkrötengestalt trägt Brutha den bewusstlosen Exquisitor daraufhin durch die Wüste zurück nach Omnien. Om drängt Brutha nachdrücklich, sich den gefährlichen Unsympathischen vom Hals zu schaffen, sprich Vorbis in der Wüste liegen zu lassen. Unmöglich! Brutha kann seiner friedfertigen Natur nicht zuwiderhandeln. Kurz vor der Landesgrenze wacht Vorbis auf, schlägt seinerseits Brutha bewusstlos und zieht triumphal, als neuer Prophet in die Zitadelle ein. Während der Inthronisation von Vorbis zum neuen Zönobiarchen soll Brutha, der eindeutig zu viel weiß, hingerichtet werden. Diesen Moment nutzt Om zu einer göttlichen Tat. Vorbis stirbt, erschlagen von einer Schildkröte, die ein Adler vom Himmel fallen lässt. Plötzlich hat Om wieder tausende wahrhafte Gläubige. Er verwandelt sich wieder in den Großen Gott, der er einst war; – mit einem kleinen Unterschied. Er ist verhandlungsbereit. Brutha einigt sich mit ihm, dass er für 100 Jahre das übliche Göttergetue bleiben lässt und stattdessen an seine Menschen glaubt. Offensichtlich gefällt Om diese Haltung bis heute. Auch 100 Jahre später, nach Bruthas Tod, bleibt er der menschenfreundlichste und beliebteste Gott der Scheibenwelt.

## Einordnung
Einfach göttlich steht unter den Scheibenwelt-Romanen etwas außerhalb der üblichen Buchreihen; abgesehen von Tod, verschiedenen Göttern und dem Philosophen Xeno, der auch im Buch Pyramiden Erwähnung fand, tritt keine aus vorherigen Werken bekannte Figur in Erscheinung. Auch der Bibliothekar der Unsichtbaren Universität tritt nur in einer kleinen Randbemerkung auf.
Die Nachwirkungen und Rückbezüge späterer Bände dagegen fallen reichlicher aus. So setzt sich 1998 Ruhig Blut! erneut mit der omnianischen Religion auseinander, diesmal im Zusammenhang mit Hexenverfolgung. Außerdem werden in diesem Band Legenden aus dem Buch des Propheten Brutha zitiert. Einige Aktionen geben auch Aufschluss über den augenscheinlichen Wandel der Kirche durch Brutha; so trägt der in diesem späteren Werk erwähnte Priester Hilbert Himmelwärts um den Hals einen Anhänger in Gestalt einer Schildkröte. In dem Buch Weiberregiment wird den Borograwiern, die offensichtlich unter einem verwirrten Gott leiden, ebenfalls Om empfohlen, mit dem Hinweis, dass dessen Religion sich deutlich verbessert habe.
In späteren Bänden tritt der Geschichtsmönch Lu-Tze erneut in Erscheinung, der in diesem Buch nur am Rand Erwähnung findet, jedoch offenbar allein durch seine Anwesenheit die Geschichte in ihre Bahnen lenkt. Lu-Tze ist eine der Hauptfiguren des 2001 erschienenen Bandes Der Zeitdieb. In Die Nachtwächter spielt er ebenfalls eine wichtige und aktive Rolle.

## Motive
Charakteristisch für Pratchetts Scheibenwelt-Romane ist die Tatsache, dass sämtliche Bücher von durchgehenden Motiven geprägt sind, die durchaus aus der realen Welt stammen. Auch Einfach göttlich hat mehrere Motive, auf denen die erzählte Welt aufbaut.

### Das Wesen von Göttern und Glaube
Terry Pratchett schildert Götter in ihrem Wesen durchaus anders, als ihre Rezeption in der realen Welt aussieht. Er beschreibt eine polytheistische Vielzahl an Göttern für unterschiedliche „Zuständigkeitsbereiche“ und unterscheidet ferner zwischen hohen und geringen Göttern (daher der englische Originaltitel Small Gods).
Nach Pratchett ist für die Macht eines Gottes außerdem die Anzahl seiner Gläubigen entscheidend, da die Götter durch innigen Glauben Macht erhalten, die sie Wunder vollbringen lässt. Ein ähnliches System findet sich auch in dem Computerspielreihe Populous.
In der Realität streben manche Religionen ebenfalls nach der höchstmöglichen Anzahl von Gläubigen, d. h. von Mitgliedern ihrer Organisation, um die Macht ihres Gottes zu steigern.

### Religion und ihre Auswirkungen
Das von Pratchett beschriebene Land Omnien ist durchaus als Parabel auf große monotheistische Weltreligionen zu sehen. Omnien ist eine Theokratie, bei der die geistlichen Führer auch weltliche Macht haben, die sich allerdings ausschließlich auf den religiösen Führungsanspruch gründet. Der einzige Weg, Macht zu erlangen, besteht darin, sich in der kirchlichen Hierarchie hochzuarbeiten. Dieser Verweis auf einen Zusammenhang zwischen weltlicher und ideologischer Macht kann auch totalitär bezogen gedeutet werden.
Weiterhin beschreibt Pratchett eine Religion, die Verbrechen in Form der Inquisition begeht. Diese Verbrechen werden ebenso wie der Herrschaftsanspruch religiös legitimiert, die Opfer werden als Ketzer bezeichnet. Auch wird hier eine elementare Logik des Fanatismus aufgegriffen: Es wird argumentiert, dass die Inquisition durch göttliches Wirken ausschließlich Schuldige aufspürt und bestraft (Zitat: Der Verdacht lieferte den Beweis.). Die Inquisition hinterfragt keineswegs ihr Handeln, sondern verlässt sich ausschließlich auf die religiöse Bestimmung ihrer Taten.
Zuletzt bemüht Pratchett den häufig von Kirchenkritikern beschriebenen Punkt, die Kirche würde sich durch ihr Verhalten und ihre Institutionalisierung von der Essenz ihrer Lehre entfernen. In Pratchetts Roman tritt dies dadurch hervor, dass die omnianische Kirche zwar mächtig sei, der Gott Om jedoch keinen wahren Glauben empfange. Vielmehr, so Pratchett, seien die Gläubigen den Statuen des Gottes, den falsch überlieferten Werken der Propheten und den machtbewussten Predigern aufgesessen.

### Weltbilder
Pratchett parodiert in seinem Werk den Widerspruch zwischen dem Weltbild des Ptolemäus und dem von Nicolaus Copernicus bzw. Galileo Galilei. Ptolemäus war der Ansicht, dass die Erde das Zentrum des Weltalls bilde und sich sämtliche Himmelskörper (Sonne, Mond, Planeten) um sie drehten. Kopernikus hingegen vertrat die Auffassung, dass sich die Erde lediglich wie alle anderen Planeten auf einer Kreisbahn um die Sonne befinde, die im Mittelpunkt des Planetensystems stehe. Kepler und Galilei entwickelten im 16. Jahrhundert diese Theorien weiter, da sie mit Hilfe von Teleskopen die Planetenbewegungen genau untersuchen konnten. Da die katholische Kirche das ptolemäische System vertrat, geriet Galilei in Konflikt mit der Inquisition, formulierte jedoch seine berühmte These Eppur si muove (Italienisch: Und sie bewegt sich doch).
Auf dieses Zitat spielt Pratchetts Satz Die Schildkröte bewegt sich an. Kurioserweise vertritt die omnianische Kirche ein dem kopernikanischen Weltbild sehr ähnliches System, wohingegen Pratchetts Scheibenwelt tatsächlich (aus der Sicht der Fiktion) von vier auf dem Rücken der Schildkröte Groß-A’Tuin stehenden Elefanten getragen wird, wobei sich die Schildkröte durchs Weltall bewegt.
Ein anderer Ansatzpunkt ist der einer flachen Erde, wie sie die Scheibenwelt darstellt. Dies ist ebenso der Fall, obwohl die omnianische Kirche das Gegenteil behauptet. Tatsächlich machten die o. g. Weltbilder gar keine Aussagen zur Gestalt der Erde an sich, sondern nur zu deren Standpunkt im Weltall. Entgegen der landläufigen Meinung wurde allerdings zur Zeit der Inquisition von der realen Kirche nicht die Ansicht vertreten, die Erde sei eine Scheibe.

### Antike Philosophie
Bei der Beschreibung der Stadt Ephebe spielt Pratchett mehrfach auf griechische Philosophen der klassischen Antike an. Neben Namen wie Xeno (vgl. Zenon) oder Abraxas (z. B. Anaxagoras) werden auch immer wieder Werke, Ideen und Eigenheiten genannt. So bewohnt etwa Didaktylos ein Fass, eine Eigenschaft, die wie sein Name auf Diogenes von Sinope anspielt. Urn, sein Neffe, ist darüber hinaus praktisch begabt und erforscht neben Philosophie auch die Naturwissenschaften; so entwickelt z. B. er eine Dampfmaschine oder eine Waffe, die Sonnenlicht bündelt und damit Schiffe in Brand setzt. In der Realität werden Erfindungen ebenfalls vorwiegend militärisch genutzt, so berichtet eine Legende davon, dass der von Archimedes erfundene Flaschenzug ebenfalls militärisch genutzt wurde, indem man damit voll beladene Schiffe an einer Seite anheben und versenken konnte. Gegen Ende des Buches erleidet daher auch Urn einen Gewissenskonflikt, da ihm ausschließlich militärische Verwendungen für seine Dampfmaschine einfallen (Zitat des Heraklit: „Der Krieg ist aller Dinge Vater.“).
Neben dem philosophischen Wirken persifliert Pratchett auch einige antike Vorstellungen der Wissenschaft; so behauptet Urn bei der Erklärung der Dampfmaschine, das Wasser im Kessel werde durch die Wärme wütend und würde deswegen dampfen.

## Sonstiges
Die erste deutschsprachige Ausgabe übersetzte Andreas Brandhorst.
Neuübersetzung, 2012, von Gerald Jung. Goldmann, 1995, ISBN 3-442-41566-7